# Фудра, Антуан Казимир
Антуа́н Казими́р Фудра́ (фр. Antoine Casimir Marguerite Eugène Foudras, 1783—1859) — французский энтомолог.

## Биография
Занимался адвокатурой в родном городе, но впоследствии вполне предался изучению насекомых. Ему принадлежит открытие многих способов для консервации и препарирования насекомых. Фудра напечатал: «Observations sur le Tridactyle panaché» (Лион, 1829); «Altisidés» (эта образцовая монография подсемейства листоедов напечатана после смерти Фудра в «Ann. Soc. Linn. Lyon», 1859).